# 武侯德山

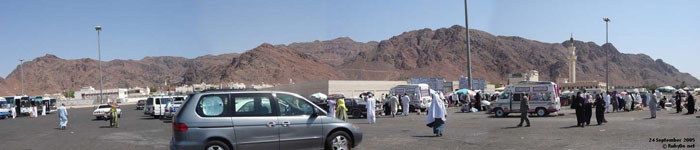
武侯德山全景

武侯德山（阿拉伯语：‎，羅馬化：Jabal Uḥud），又譯為吳侯德山，是沙烏地阿拉伯境內鄰近麥地那的一座山。穆斯林和麥加當局之間的第二次戰爭就爆發於此處，是為武侯德戰役。武侯德戰役於西元625年3月23日開打，穆斯林戰敗。